# Agente speciale (serie televisiva)
Agente speciale (The Avengers) è una serie televisiva britannica trasmessa negli anni sessanta, dal 1961 al 1969. Tratta di agenti segreti in un'ambientazione di fantasia. Il programma, prodotto dalla compagnia televisiva Associated British Corporation e ideato da Sydney Newman, è uno dei primi esempi del genere fanta-spionistico (SpyFi in inglese) che combina trame di spionaggio con elementi fantascientifici.

## Trama
John Steed è un agente del servizio segreto britannico dall'inappuntabile completo elegante con bombetta e ombrello che lavora per risolvere casi intricati. Lo affianca un partner che cambia nel corso delle stagioni della serie. Da un'iniziale trama gialla la serie assume via via connotati maggiormente fantaspionistici nelle ultime due stagioni, quando, oltre alle partner femminili (Cathy Gale, Emma Peel e Tara King), è assistito anche dal capo del servizio segreto, Mamma.

## Episodi
| Stagione         | Episodi | Prima TV UK | Prima TV Italia | Note                                       |
| ---------------- | ------- | ----------- | --------------- | ------------------------------------------ |
| Prima stagione   | 26      | 1961        | -               | Inedita in Italia.                         |
| Seconda stagione | 26      | 1962-63     | 1965-66         | Solo 7 episodi trasmessi in Italia.        |
| Terza stagione   | 26      | 1963-64     | 1965            | Solo 3 episodi trasmessi in Italia         |
| Quarta stagione  | 26      | 1965-66     | 1969-1980       | Solo 22 episodi trasmessi in Italia        |
| Quinta stagione  | 24      | 1967        | 1973-74         | In prima sulla TV della Svizzera Italiana. |
| Sesta stagione   | 33      | 1968-69     | 1974-1982       | -                                          |

## Personaggi
- John Steed, interpretato da Patrick Macnee (Stagioni 1-6, 1961-1969)
- David Keel, interpretato da Ian Hendry (Stagione 1, 1961-1962)
- Cathy Gale, interpretata da Honor Blackman (Stagioni 2-3, 1962-1964)
- Emma Peel, interpretata da Elizabeth Shepherd (Stagione 4, 1965, scene cancellate) e da Diana Rigg (Stagioni 4-5, 1965-1967)
- Tara King, interpretata da Linda Thorson (Stagione 6, 1968-1969)
- Mamma (Mother, nell'originale), interpretato da Patrick Newell (Stagione 6, 1968-1969)

## Produzione

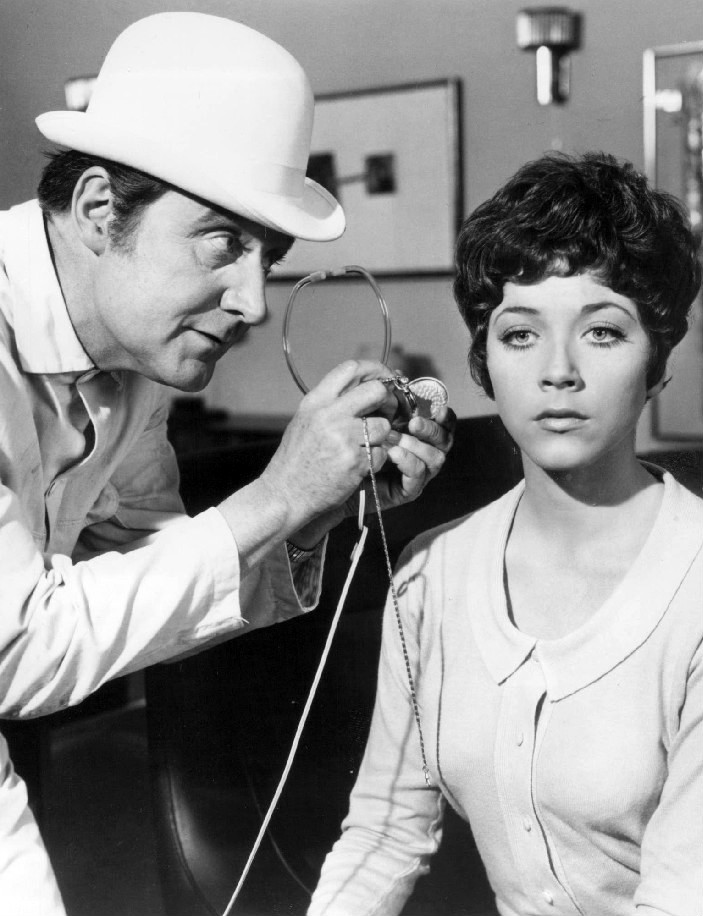
Patrick Macnee e Linda Thorson

La serie si compone di 6 stagioni, nelle quali il protagonista John Steed, un agente speciale, è affiancato da un partner nella risoluzione delle indagini. In queste 6 stagioni, John Steed è sempre impersonato da Patrick Macnee. Tutte le stagioni sono state realizzate nel Regno Unito, dal gennaio 1961 al settembre 1969, le prime 4 in b/n e le ultime 2 a colori per un totale di 162 episodi.
La prima stagione non ha molto successo con la figura del medico David Keel (Ian Hendry) che si muove in uno scontato spionaggio classico.
Il successo della serie arriva dalla seconda stagione, quando al fianco di Patrick Macnee, recita Honor Blackman (durante 43 episodi ma durante la seconda stagione, Steed ha due altri accoliti: Dr. King (Jon Rollason, 3 episodi) e Venus Smith (Julie Stevens, 6 episodi)).
Nella quarta stagione, con l'arrivo di Diana Rigg, la serie arriva all'apice del successo, con storie dominate dalla spumeggiante ironia dei protagonisti in un ambiente surreale con chiaro richiamo anglosassone. Nel 1967 Diana Rigg abbandona la serie perché impegnata nelle riprese, iniziate nel 1968, del film Agente 007 - Al servizio segreto di Sua Maestà, venendo sostituita dall'ultima partner di Steed, Tara King, interpretata da Linda Thorson.
L'avvento del colore arriva con la quinta serie e la consacrazione definitiva del serial, anche negli USA, ne fa uno dei telefilm di maggior successo. Al termine della sesta stagione, tuttavia, la serie chiude a causa degli alti costi di produzione.

## Sigla
Le stagioni con protagonista Cathy Gale, avevano come sigla un tema jazz composto da Johnny Dankworth, mentre le successive stagioni hanno come tema introduttivo la celebre sigla, in origine intitolata The Shake, composta da Laurie Johnson. Di queste sigle non esiste traccia discografica, singolo o album, ufficiale, ma sono contenute in vari album o compilation.
La sigla di coda dell'edizione italiana della serie televisiva è il brano Avengers, cantato da Nancy Cuomo e composta da Federico Monti Arduini, sotto lo pseudonimo di Arfemo, e da Pasquale Quagliero, su testi di Giuseppe Cassia, sotto lo pseudonimo di Catra. La canzone, pubblicata come retro del 45 giri Concerto d'autunno dalla Mercury nel 1969, fu un notevole successo, anche radiofonico.

## Distribuzione

### Trasmissione televisiva
La serie è andata in onda dal 1961 al 1969, con episodi della durata di un'ora. L'episodio pilota, Hot Snow, venne trasmesso il 7 gennaio 1961, mentre quello finale, Bizarre, è andato in onda il 21 aprile 1969 negli Stati Uniti e il 21 maggio 1969 nel Regno Unito.
The Avengers è stato prodotto da ABC Television, un appaltatore della rete ITV. Dopo una fusione con Rediffusion London nel luglio 1968, ABC Television divenne Thames Television, che continuò la produzione della serie, sebbene fosse ancora trasmessa con il nome ABC.
Quasi tutti gli episodi della prima stagione non sono più reperibili oggi, causa consuetudine all'epoca di riutilizzare i nastri per altri programmi televisivi; sono sopravvissuti solo gli episodi 6 (Girl on the Trapeze), 15 (The Frighteners), 20 (Tunnel of Fear) e 15 minuti del primo episodio (Hot Snow). Quelli mancanti vengono attualmente ricreati solo in audio dalla Big Finish Productions con il titolo di The Avengers - The Lost Episodes, interpretati da Julian Wadham (Steed), Anthony Howell (Dr Keel) e Lucy Briggs-Owen (Carol Wilson).

### Home video
In Italia alcune stagioni sono distribuite in DVD dalla Yamato Video:
- Agente speciale - The Avengers "In Color" - in 25 DVD con la stagione 5 e 6
- Agente speciale - The Avengers "Black & White" - 11 DVD contenenti i 22 episodi della stagione 4 trasmessi in Italia
- Agente speciale - The Avengers - Memorial Box - contiene tre DVD; Tiratura limitata con 7 episodi dalla stagione 4

StudioCanal ha distribuito n. 3 cofanetti contenenti n. 3 DVD ciascuno con i seguenti episodi:
- The Avengers. Agente Speciale. Volume 1: Da Venere con amore, I mercanti di paura, Fuga nel tempo, L'uomo invisibile, Il capitano Crusoe, Il vendicatore alato, Morto vivente, La tigre nascosta, Un modo corretto di uccidere
- The Avengers. Agente Speciale. Volume 2: Gli indistruttibili, Una straordinaria avventura, Uno su sette, Servizio di sicurezza, Ritorno all'infanzia, Il jolly, Chi dei due?, Il ritorno del cibernauta, La porta della morte
- The Avengers. Agente Speciale. Volume 3: Diamanti a colazione, Il tesoro del morto, Sei appena stato assassinato, Il progetto 90, Benvenuti a Little Stopring, Un esperimento stupefacente, Il non ti scordar di me

## Opere derivate
Il seguito televisivo della serie, Gli infallibili tre (The New Avengers), è stato prodotto e girato nel 1976 (prima stagione) e nel 1977 (seconda stagione) nel  Regno Unito, in Francia e Canada. Consta di 26 episodi in tutto, John Steed, sempre interpretato da Patrick Macnee, è affiancato da Purdey (Joanna Lumley) e Mike Gambit (Gareth Hunt).
Nel 1986 gruppo musicale anglo-statunitense The Pretenders pubblica un singolo intitolato Don't Get Me Wrong (tratto dall'album Get Close) il cui videoclip rende omaggio alla serie.
Nel 1998 le gesta di Emma Peel e John Steed vivono una nuova vita nel film The Avengers - Agenti speciali (The Avengers) diretto da Jeremiah Chechik. A interpretare i due agenti speciali sono chiamati Uma Thurman e Ralph Fiennes, mentre l'ex 007 Sean Connery interpreta la parte del cattivo.